# Sick Bubblegum
"Sick Bubblegum" to piosenka heavymetalowa stworzona na czwarty album studyjny amerykańskiego wokalisty Roba Zombie Hellbilly Deluxe 2 (2010). Wyprodukowany przez samego Zombie, utwór wydany został jako drugi singel promujący krążek dnia 11 stycznia 2010 roku. Kontrowersje wzbudziła okładka singla, przedstawiająca obnażoną małżonkę wykonawcy, Sheri Moon. W utworze wykorzystano sampel z filmu exploitation Werewolves on Wheels (1971). 22 stycznia 2010 wydano wideoklip promujący singel. Premiera nastąpiła na łamach witryny internetowej AOL Noiscreep. Oficjalny remiks utworu stworzył Skrillex, amerykański DJ tworzący muzykę elektroniczną.

## Twórcy
- Wokale, tekst utworu, produkcja: Rob Zombie
- Gitara, tekst utworu: John 5
- Gitara basowa: Piggy D.
- Bęben: Joey Jordison

## Pozycje na listach przebojów
| Kraj              | Notowanie (2010)       | Wydawca   | Najwyższa pozycja |
| ----------------- | ---------------------- | --------- | ----------------- |
| Stany Zjednoczone | Mainstream Rock Tracks | Billboard | 30                |